# Танджунгпінанг
Танджунгпінанг (індонез. Tanjungpinang) — адміністративний центр індонезійської провінції острови Ріау. Друге за величиною місто провінції після Батама. 
Торговий порт архіпелагу.

## Географія
Танджунгпінанг знаходиться в гирлі річки Бінтан і займає стратегічне положення на півдні острова Бінтан. Танджунгпінанг має поромне сполучення з островом Батам, Сінгапуром (40 км), і Джохор-Бару.

### Клімат
Місто знаходиться у зоні, котра характеризується вологим тропічним кліматом. Найтепліший місяць — квітень із середньою температурою 27.2 °C (81 °F). Найхолодніший місяць — січень, із середньою температурою 26.1 °С (79 °F).
| Клімат Танджунгпінанга  | Клімат Танджунгпінанга | Клімат Танджунгпінанга | Клімат Танджунгпінанга | Клімат Танджунгпінанга | Клімат Танджунгпінанга | Клімат Танджунгпінанга | Клімат Танджунгпінанга | Клімат Танджунгпінанга | Клімат Танджунгпінанга | Клімат Танджунгпінанга | Клімат Танджунгпінанга | Клімат Танджунгпінанга | Клімат Танджунгпінанга |
| Показник                | Січ.                   | Лют.                   | Бер.                   | Квіт.                  | Трав.                  | Черв.                  | Лип.                   | Серп.                  | Вер.                   | Жовт.                  | Лист.                  | Груд.                  | Рік                    |
| Абсолютний максимум, °C | 37                     | 36                     | 41                     | 37                     | 37                     | 33                     | 38                     | 37                     | 32                     | 37                     | 37                     | 32                     | 41                     |
| Середній максимум, °C   | 28                     | 29                     | 30                     | 30                     | 30                     | 30                     | 29                     | 30                     | 28                     | 29                     | 28                     | 28                     | 29                     |
| Середня температура, °C | 26                     | 26                     | 26                     | 27                     | 27                     | 27                     | 26                     | 26                     | 26                     | 26                     | 26                     | 26                     | 26                     |
| Середній мінімум, °C    | 23                     | 23                     | 23                     | 23                     | 24                     | 23                     | 23                     | 23                     | 23                     | 23                     | 23                     | 23                     | 23                     |
| Абсолютний мінімум, °C  | 18                     | 16                     | 18                     | 20                     | 21                     | 20                     | 20                     | 21                     | 20                     | 21                     | 20                     | 21                     | 16                     |
| Норма опадів, мм        | 180                    | 67                     | 159                    | 199                    | 203                    | 134                    | 152                    | 133                    | 139                    | 218                    | 267                    | 239                    | 2090                   |
| Днів з опадами          | 12                     | 9                      | 9                      | 12                     | 14                     | 12                     | 13                     | 11                     | 13                     | 13                     | 16                     | 16                     | 150                    |
| Днів з дощем            | 12                     | 9                      | 9                      | 12                     | 13                     | 12                     | 13                     | 11                     | 13                     | 13                     | 16                     | 16                     | 149                    |
| ----------------------- | ---------------------- | ---------------------- | ---------------------- | ---------------------- | ---------------------- | ---------------------- | ---------------------- | ---------------------- | ---------------------- | ---------------------- | ---------------------- | ---------------------- | ---------------------- |
| Джерело: Weatherbase    |                        |                        |                        |                        |                        |                        |                        |                        |                        |                        |                        |                        |                        |

## Історія

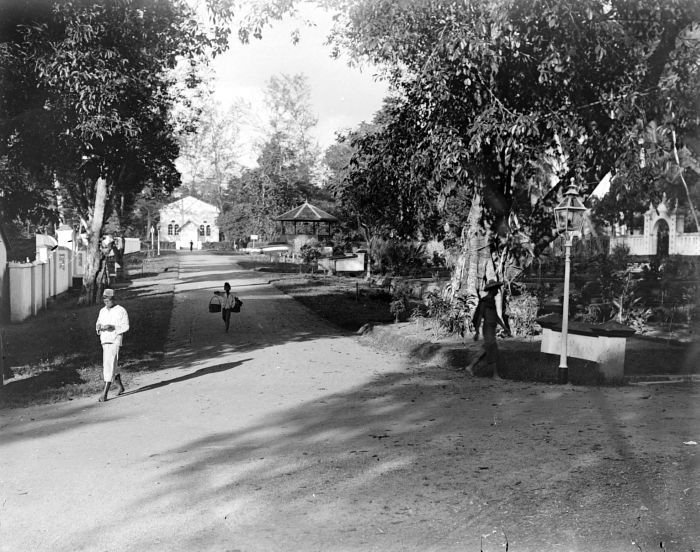
Вид на вулицю з Протестантською церквою і входом в мечеть, 1910 рік

Танджунгпінанг є політичним центром протягом 500 років, з тих пір, як португальці виграли битву у Малакки і султан Махмуд був змушений тікати в Танджунгпінанг, щоб організувати опір вторгненню португальців.
Протягом століть, Танджунгпінанг переходив під контроль Суматри, Китаю, Малакки, Нідерландів, Великої Британії та Японії. Ці контакти вплинули на його культуру, зробивши центром малайської культури і торгівлі. У 18 столітті місто було столицею Джохорської імперії.

### Голландська колонія і незалежність
11 лютого 1911 р. голландці повалили владу султана і офіційно анексували султанат, управління яким здійснювалося з Танджунгпінанга. Тут була побудована військова база.
Під час Другої світової війни японські окупанти зробили Танджунгпінанг урядовим центром на островах Ріау.  Після капітуляції Японії, контроль над містом собі повернули голландці, які офіційно залишили його в 1950 році. Острови Ріау стали однією з останніх територій, які увійшли до складу Індонезії і відомі як daerah-daerah pulihan (відновлені регіони). Танджунгпінанг ненадовго став столицею провінції Ріау, допоки в 1960 році столиця не була перенесена в Пеканбару. Закон, прийнятий у 2001 р. визначає Танджунгпінанг в якості самостійного міста, яке стало столицею провінції Ріау.

## Адміністративний поділ
Місто складається з чотирьох районів (kecamatan). Дані про населення згідно перепису 2010 року:
| Назва                                         | Населення |
| --------------------------------------------- | --------- |
| Букіт-Бестарі                                 | 54,157    |
| Таджунгпінанг Тімур (Східний Танджунгпінанг)  | 70,867    |
| Таджунгпінанг Кота (Місто)                    | 17,026    |
| Таджунгпінанг Барат (Західний Танджунгпінанг) | 45,309    |

## Демографія
Населення — 204 735 чоловік.

### Релігія
Іслам є домінуючою релігією в місті. 78.57% населення ідентифікує себе як мусульмани. 
Інші релігії: буддизм — 13.58%, християнство — 7.56% , індуїзм — 0,02%  і конфуціанство — 0.27%.

## Пам'ятки

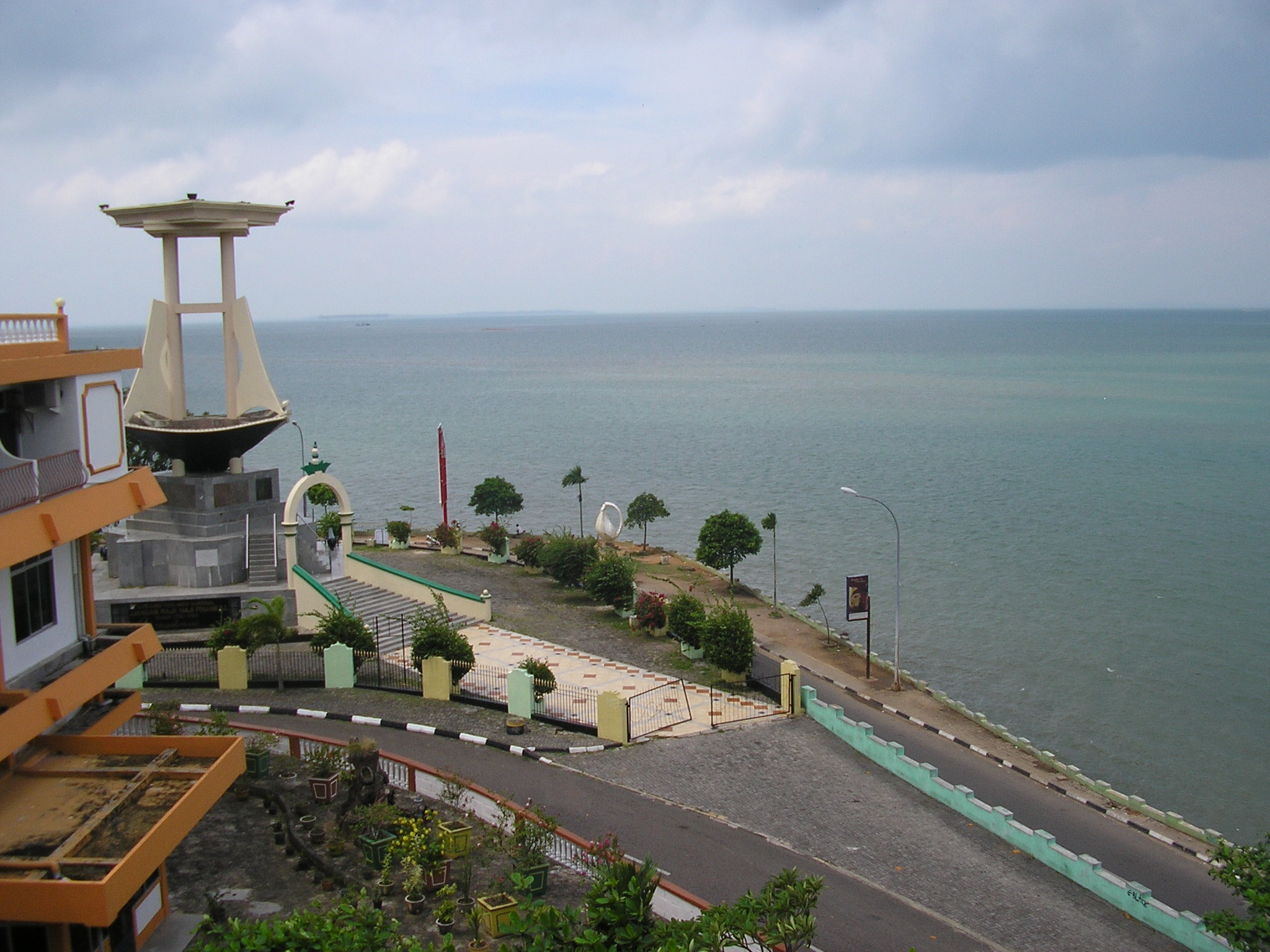
Пам'ятник Раджі Хаджі Фісабіліллі

### Острів Пеньєгат
Поруч з Танджунгпінангом знаходиться острів Пеньєгат, де розташовані старий палац султана Ріау і королівські усипальні, а також могила Раджі Алі Хаджі, творця першої малайської абетки. Тут також розташована діюча мечеть. Розглядається питання про включення острова до списку об'єктів Всесвітньої спадщини ЮНЕСКО.

### Пам'ятник Раджі Хаджі Фісабіліллі
У місті споруджено 28-метровий монумент Раджі Хаджі Фісабіліллі, загиблому в битві за Малакку проти голландців в 1784 році. Раджа Хаджі Фісабілілла був малайським правителем, замок якого розташованийна острові Пеньєгат.
У Танджунгпінанзі знаходиться культурний центр малайської музики і танцю. Тут регулярно проходять фестивалі. У прилеглому містечку Сенгаранг розташовані відомі буддійські храми.